# 신의한수 (유튜브 채널)
신의한수는 민초커뮤니케이션에서 직접 운영하는 보수 또는 극우 성향의 시사 언론 유튜브 채널이다. 신의한수에서 '신'은 이 채널 대표인 신혜식 대표의 성씨인 신을 본뜬 것이며 정치와 관련된 유튜브 채널 중에서는 구독자와 조회 수 모두 가장 많은 인원을 기록한 채널이다.

## 현직 출연진
| 성명   | 직위   | 성별 | 활동 시기 |
| ------ | ------ | ---- | --------- |
| 신혜식 | 대표   | 남   | 2012년 ~  |
| 박창훈 | 부대표 | 남   | 2019년 ~  |
| 우동균 | 기자   | 남   | 2019년 ~  |
| 유채린 | 기자   | 여   | 2020년 ~  |
| 이병준 | 기자   | 남   | 2022년 ~  |

## 전직 출연진
- 홍철기 : 기자[7]
- 박완석 : 기자[8]
- 이주희 : 기자[9]
- 박세정 : 객원 기자[10]

## 종종 신의한수에 출연하는 출연진
- 석동현 : 前 서울동부지방검찰청장
- 이상일 : 국민의힘 용인시 병(수지) 당협위원장,  19대 대한민국 국회의원(새누리당/비례)
- 김정기 : 변호사
- 김영호 : 성신여자대학교 정치외교학과 교수
- 김대현 : 前 조선일보 기자
- 김영환 : 제15·16·18·19대 국회의원
- 이헌 : 前 대한법률공단 이사장
- 양영태 : 여의도예치과 원장, 前 대통령 주치의
- 류동학 : 혜명학술원 원장

## 신의한수에 출연한 적이 있었던 유명 인물
- 황교안 : 前 국무총리, 前 미래통합당 당대표, 前 법무부 장관
- 홍준표 : 前 자유한국당 당대표, 前 경상남도지사, 제15·16·17·18·21대 국회의원
- 나경원 : 前 자유한국당 원내대표
- 이언주 : 前 미래통합당 국회의원
- 전광훈 : 現 한국기독교총연합회 대표
- 정홍원 : 前 국무총리
- 조원진 : 現 우리공화당 당대표
- 오세훈 : 제33·34·38대 서울특별시장, 제16대 국회의원
- 조은희 : 前 서초구청장
- 김선동 : 前 국민의힘 사무총장
- 강연재 : 변호사
- 안철수 : 안철수연구소(現 안랩) 창립자, 국민의당 당대표
- 곽상도 : 국민의힘 국회의원
- 조해진 : 국민의힘 국회의원
- 차명진 : 前 새누리당 국회의원
- 권영세 : 국민의힘 국회의원
- 주호영 : 前 국민의힘 원내대표
- 김은혜 : 국민의힘 국회의원
- 이영 : 국민의힘 국회의원
- 홍문표 : 국민의힘 국회의원, 前 자유한국당 사무총장
- 임종식 : 경상북도교육감
- 안상수 : 前 인천광역시장, 제15·19·20대 국회의원
- 원희룡 : 前 제주특별자치도지사, 제17·20대 대통령 국민의힘 경선 후보
- 최재형 : 前 감사원장
- 김재원 : 국민의힘 최고위원
- 심재철 : 前 국회부의장, 前 미래통합당 원내대표

## 기타 출연진
- 박지연 : 자영업자[11]
- 황경구 : 대한민국 애국순찰팀 단장
- 김학성 : 강원대학교 법학전문대학원 교수
- 강규형 : 명지대학교 교수, 前 KBS 이사
- 도태우 : 변호사
- 원영섭 : 국민의힘 최고위원 후보
- 함슬옹 : 국민의힘 청년최고위원 후보
- 강태린 : 국민의힘 청년최고위원 후보
- 이미지 : 前 TV조선 기자, 現 유튜브 채널 미미뉴스 운영

## 주요 코너
- 박창훈의 팩트체크 : 박창훈이 단독 진행하는 코너
- 우동균의 진짜뉴스 : 우동균이 단독 진행하는 코너
- 유채린의 X-파일 : 유채린이 단독 진행하는 코너
- 라이브뉴스 : 신의한수 기자단이 모두 모여 월~금요일 오후 6시에 진행하는 코너

## 같이 보기
- 오른소리
- 국민의힘
- 우리공화당
- 국가혁명당